# Sekirača
Sekirača (cyr. Секирача) – wieś w Serbii, w okręgu toplickim, w gminie Kuršumlija. W 2011 roku liczyła 23 mieszkańców.